# Chassillé
Chassillé est une commune française, située dans le département de la Sarthe en région Pays de la Loire, peuplée de 250 habitants.
La commune fait partie de la province historique du Maine, et se situe dans la Champagne mancelle.

## Géographie
Chassillé est un village sarthois du canton de Loué situé à 24 km à l'ouest du Mans.

### Communes limitrophes
|                 | Épineu-le-Chevreuil |                        |
| Joué-en-Charnie | Chassillé           | Longnes                |
| Loué            |                     | Auvers-sous-Montfaucon |

### Climat
Pour des articles plus généraux, voir Climat des Pays de la Loire et Climat de la Sarthe.
En 2010, le climat de la commune est de type climat océanique dégradé des plaines du Centre et du Nord, selon une étude du CNRS s'appuyant sur une série de données couvrant la période 1971-2000. En 2020, Météo-France publie une typologie des climats de la France métropolitaine dans laquelle la commune est exposée à un climat océanique et est dans la région climatique  Moyenne vallée de la Loire, caractérisée par une bonne insolation (1 850 h/an) et un été peu pluvieux. 
Pour la période 1971-2000, la température annuelle moyenne est de 11,1 °C, avec une amplitude thermique annuelle de 14,2 °C. Le cumul annuel moyen de précipitations est de 721 mm, avec 12,1 jours de précipitations en janvier et 6,9 jours en juillet. Pour la période 1991-2020, la température moyenne annuelle observée sur la station météorologique de Météo-France la plus proche, sur la commune de Rouessé-Vassé à 17 km à vol d'oiseau, est de 11,7 °C et le cumul annuel moyen de précipitations est de 806,9 mm,. Pour l'avenir, les paramètres climatiques de la commune estimés pour 2050 selon différents scénarios d'émission de gaz à effet de serre sont consultables sur un site dédié publié par Météo-France en novembre 2022.

## Urbanisme

### Typologie
Au 1er janvier 2024, Chassillé est catégorisée commune rurale à habitat dispersé, selon la nouvelle grille communale de densité à sept niveaux définie par l'Insee en 2022.
Elle est située hors unité urbaine. Par ailleurs la commune fait partie de l'aire d'attraction du Mans, dont elle est une commune de la couronne,. Cette aire, qui regroupe 144 communes, est catégorisée dans les aires de 200 000 à moins de 700 000 habitants,.

### Occupation des sols
L'occupation des sols de la commune, telle qu'elle ressort de la base de données européenne d’occupation biophysique des sols Corine Land Cover (CLC), est marquée par l'importance des territoires agricoles (85,9 % en 2018), une proportion identique à celle de 1990 (85,9 %). La répartition détaillée en 2018 est la suivante : 
terres arables (46,3 %), prairies (34,2 %), forêts (14,1 %), zones agricoles hétérogènes (5,4 %). L'évolution de l’occupation des sols de la commune et de ses infrastructures peut être observée sur les différentes représentations cartographiques du territoire : la carte de Cassini (XVIIIe siècle), la carte d'état-major (1820-1866) et les cartes ou photos aériennes de l'IGN pour la période actuelle (1950 à aujourd'hui).

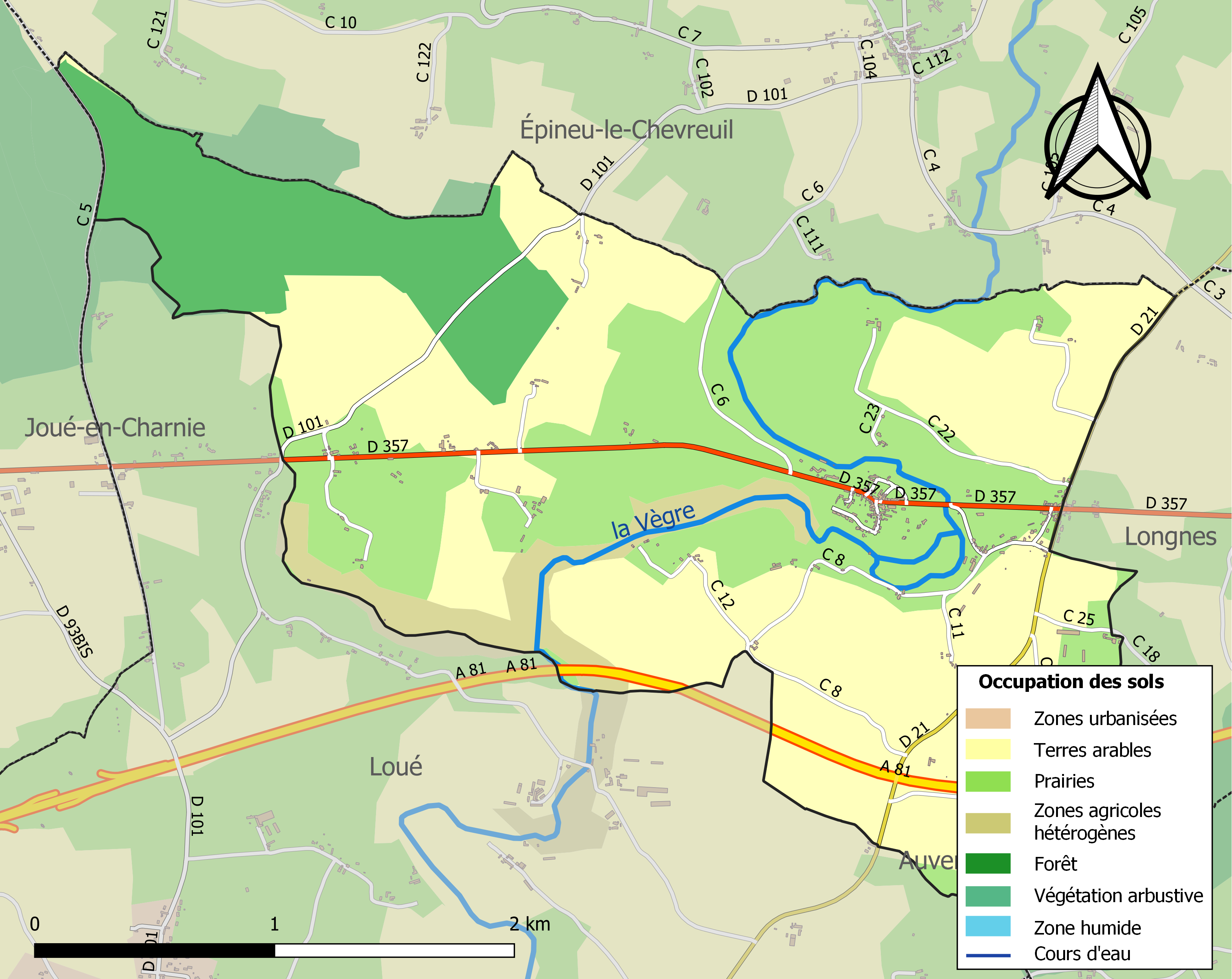
Carte des infrastructures et de l'occupation des sols de la commune en 2018 (CLC).

## Toponymie
Le gentilé est Coquin en hommage à monsieur et madame Coquin, habitants de Chassillé qui durant la période de la peste ont soigné des malades de Chassillé.

## Politique et administration

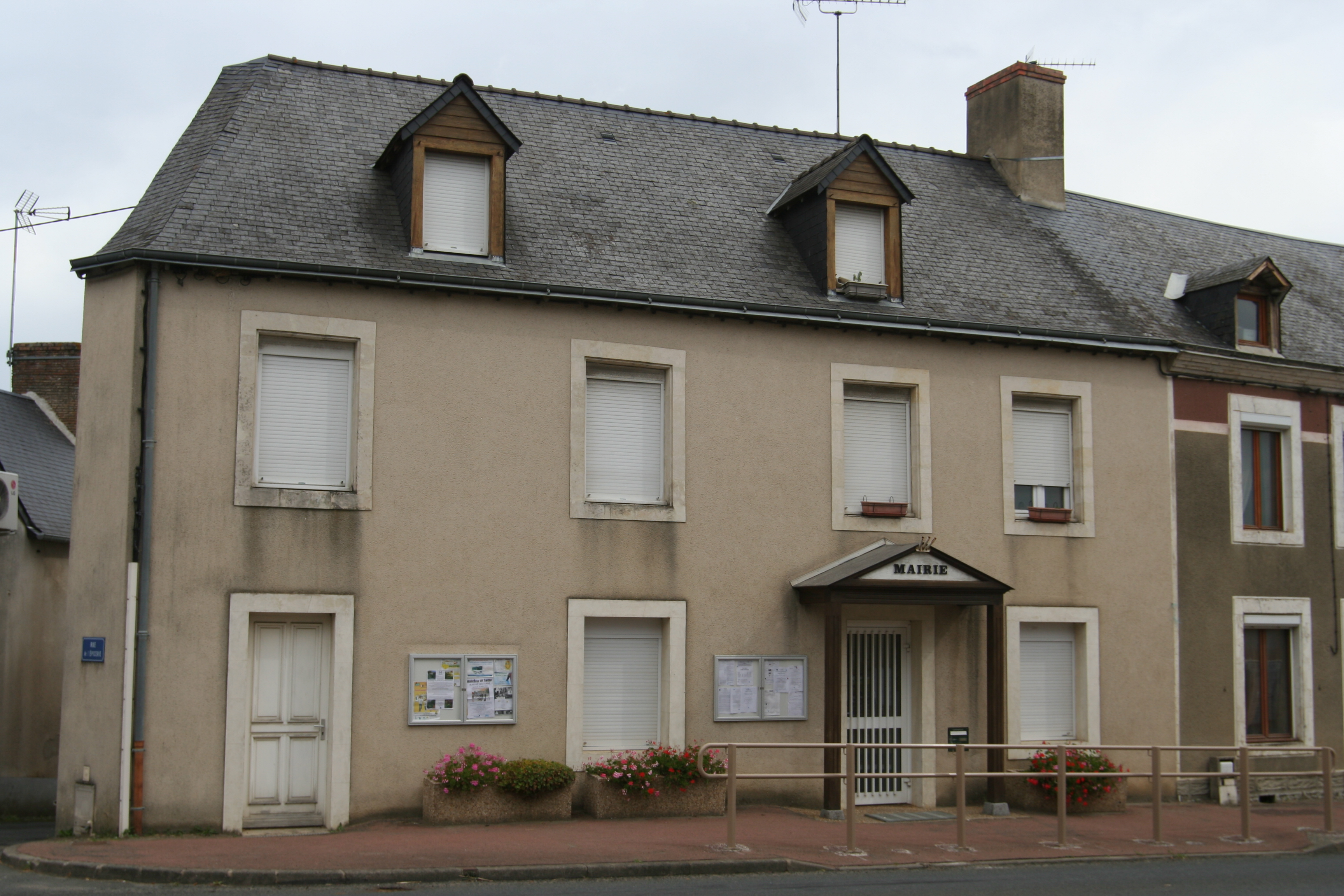
La mairie.

| Période                                  | Période       | Identité        | Étiquette | Qualité                                    |
| ---------------------------------------- | ------------- | --------------- | --------- | ------------------------------------------ |
| ?                                        | novembre 1996 | Eugène Lerouge  |           | -                                          |
| novembre 1996                            | janvier 2002  | Lucien Lelièvre | SE        | Agriculteur                                |
| février 2002                             | En cours      | Michel Legendre | SE        | Contrôleur général économique et financier |
| Les données manquantes sont à compléter. |               |                 |           |                                            |

## Démographie
L'évolution du nombre d'habitants est connue à travers les recensements de la population effectués dans la commune depuis 1793. Pour les communes de moins de 10 000 habitants, une enquête de recensement portant sur toute la population est réalisée tous les cinq ans, les populations de référence des années intermédiaires étant quant à elles estimées par interpolation ou extrapolation. Pour la commune, le premier recensement exhaustif entrant dans le cadre du nouveau dispositif a été réalisé en 2005.
En 2022, la commune comptait 250 habitants, en évolution de +3,31 % par rapport à 2016 (Sarthe : −0,25 %, France hors Mayotte : +2,11 %).
| 1793 | 1800 | 1806 | 1821 | 1831 | 1836 | 1841 | 1846 | 1851 |
| ---- | ---- | ---- | ---- | ---- | ---- | ---- | ---- | ---- |
| 521  | 496  | 546  | 578  | 582  | 630  | 710  | 654  | 666  |

| 1856 | 1861 | 1866 | 1872 | 1876 | 1881 | 1886 | 1891 | 1896 |
| ---- | ---- | ---- | ---- | ---- | ---- | ---- | ---- | ---- |
| 684  | 634  | 570  | 549  | 557  | 490  | 449  | 414  | 369  |

| 1901 | 1906 | 1911 | 1921 | 1926 | 1931 | 1936 | 1946 | 1954 |
| ---- | ---- | ---- | ---- | ---- | ---- | ---- | ---- | ---- |
| 373  | 372  | 402  | 337  | 274  | 276  | 280  | 297  | 290  |

| 1962 | 1968 | 1975 | 1982 | 1990 | 1999 | 2005 | 2006 | 2010 |
| ---- | ---- | ---- | ---- | ---- | ---- | ---- | ---- | ---- |
| 308  | 288  | 278  | 230  | 247  | 263  | 226  | 221  | 264  |

| 2015 | 2020 | 2022 | - | - | - | - | - | - |
| ---- | ---- | ---- | - | - | - | - | - | - |
| 246  | 250  | 250  | - | - | - | - | - | - |

## Culture locale et patrimoine

### Lieux et monuments
- Église de la Visitation.
- Moulin d'Anet : lieu privé datant d'au moins 1869[réf. nécessaire], le moulin, parfaitement restauré, a gardé ses engrenages et sa meule qui ne tournent plus depuis 1965. En 2017, les propriétaires, M. et Mme Lecomte, ont fait refaire la roue dont la particularité est d'avoir des pales (fabriquées par eux-mêmes) en polyester[réf. nécessaire].

### Héraldique
| Blason de Chassillé | Blason  | Tiercé en pairle renversé : au 1er de sinople à une gerbe de blé d'or liée de gueules, au 2e d'azur à un lis des jardins tigé et feuillé au naturel, au 3e d'or à la fasce ondée d'azur ; le tout enfermé dans une bordure réduite de gueules. |
| Blason de Chassillé | Détails | Le statut officiel du blason reste à déterminer. |